# Anepipodisma punctata
Anepipodisma punctata är en insektsart som beskrevs av Huang, C. 1984. Anepipodisma punctata ingår i släktet Anepipodisma och familjen gräshoppor. Inga underarter finns listade i Catalogue of Life.